# Bob Stewart
Bob Stewart (Charlottetown, Prince Edward-sziget, 1950. november 10. – Creve Coeur, Missouri, 2017. február 3.) kanadai jégkorongozó.

## Pályafutása
Az 1971–72-es idényben a Boston Bruins játékosa volt. 1971 és 1976 között a California Golden Seals, 1976 és 1978 között a Cleveland Barons, 1978 és 1980 között a St. Louis Blues, 1979-80-ban a Pittsburgh Penguins csapatában szerepelt. 1971 és 1980 között 576 NHL-mérkőzésen lépett pályára, 27 gólt ért el és 101 gólpasszt adott.